# Кардинал-єпископ
Кардина́ли-єпи́скопи або кардинали єпископського сану — старші за ступенем серед кардиналів і прелатів Римсько-католицької церкви.
Належать до священослужителів, яких призначали на шість субурбікарних єпархій, які також включають декана Колегії кардиналів. У 1965 папа римський Павло VI встановив своїм Motu proprio Ad purpuratorum patrum, що патріархи східного обряду, які були названі кардиналами, будуть також кардиналами-єпископами, займаючи місце після шести кардиналів-єпископів субурбікарних єпархій (строго титулярним єпископами тих єпархій, які були надані папою римським Іваном XXIII трьома роками раніше). Декан обов’язково має бути одним з шести єпископів субурбікарних єпархій, хоча зараз обирається з їх числа, раніше обов'язково деканом ставав найстаріший зі зведенних в сан кардинал. Єпископи латинського обряду — патріархи Лісабона та Венеції, повинні бути призначені кардиналами на консисторії після того, як вони займуть свої єпархії, стають кардиналами-священиками, але не кардиналами-єпископами. Кардинали-єпископи — єдиний ступінь кардиналів, який завжди вимагав, щоб вони були єпископами, і в колишні часи, коли кардинал однієї з нижчих ступенів ставав кардиналом-єпископом, він в цьому випадку висвячувався на єпископа. З 1962 всі кардинали були єпископами за рідкісними винятками. Протягом періоду, що закінчився в середині XX століття, кардинали-священики, які були найстарішими зі зведення в сан мають право, замістити вакансії, які виникли серед кардиналів-єпископів, також як і кардинали-диякони що були в цьому сані десять років мають право стати кардиналами-священиками.

## Кардинали-єпископи станом на 2012 рік
- Кардинал Анджело Содано, кардинал-єпископ Остії і Альбано, декан Колегії кардиналів, колишній Державний секретар Святого Престолу;
- Кардинал Роже Ечеґарай, кардинал-єпископ Порто-Санта Руфіни, віце-декан Колегії кардиналів, колишній голова Папської ради «Справедливість і мир»;
- Кардинал Джованні Баттіста Ре, кардинал-єпископ Сабіни-Поджо Міртето, колишній префект Конгрегації в справах єпископов;
- Кардинал Френсіс Арінзе, кардинал-єпископ Веллетрі-Сеньї, колишній префект Конгрегації богослужіння і дисципліни таїнств;
- Кардинал Тарчізіо Бертоне, кардинал-єпископ Фраскаті — Державний секретар Святого Престолу і Камерленго Римської Церкви;
- Кардинал Жозе Сарайва Мартінш, кардинал-єпископ Палестріни — колишній префект Конгрегації в справах святих.
- Кардинал Насралла Бутрос Сфейр — колишній Маронітський патріарх Антіохії;
- Кардинал Еммануель III Деллі — Халдейський патріарх Вавилону;
- Кардинал Антоній Наґіб — Коптський патріарх Олександрії.